# Kelly Barnhill
Œuvres principales
- La Fille qui avait bu la lune (en)
- L'Ogresse et les Orphelins

Kelly Barnhill, née le 7 décembre 1973 à Minneapolis au Minnesota, est une autrice américaine de littérature jeunesse, de fantasy et de science-fiction. Son roman La Fille qui avait bu la lune (en) (The Girl Who Drank the Moon) reçoit la médaille Newbery 2017,. Kirkus Reviews a nommé When Women Were Dragons (en) l'un des meilleurs livres de science-fiction ou de fantasy de 2022.

## Carrière
De nombreuses histoires de Kelly Barnhill découlent de ce qu'elle a elle-même ressenti ou vu. Kelly Barnhill s'est inspiré de l'auteur Ray Bradbury, célèbre pour son roman Fahrenheit 451, et de contes de fées.
Kelly Barnhill se décrit plus jeune comme « seule » et « socialement maladroite » au collège qu'elle a fréquenté jusqu'à la septième année. Elle ne s'est jamais sentie à l'aise dans sa peau et s'est retrouvée dans de multiples situations d'intimidation, incapable de se défendre dans son état de gêne. Avec l'aide de sa mère, Kelly Barnhill a été transférée dans une école catholique pour filles où elle a été enseignée par des religieuses « fonceuses ». Le sentiment d'insécurité l'a amenée à être victime d'intimidation et à être transférée d'école, ce que l'on peut voir dans ses histoires, comme dans When Women Were Dragons (en). Dans ce roman particulier, le personnage principal Alexandra « Alex » Green se sent isolée de ses camarades de classe de son école catholique en raison de sa maturité et de son intelligence. Dans la nouvelle école, Alex se retrouve à explorer l'idée d'autres sexualités, en particulier avec ses interactions avec son amie d'enfance, Sonja, qui lui a été arrachée puis a renoué avec elle lors d'une manifestation.
De même, Kelly Barnhill a découvert une forme puissante d'activisme dans sa nouvelle école, où le directeur avait marché main dans la main avec Martin Luther King, déclarant : « C'était la première fois que je voyais ce genre d'activisme qui faisait partie de l'histoire de tout le monde ». Dans When Women Were Dragons (en), les femmes se transforment en dragons et luttent activement pour obtenir une place égale à celle des hommes dans la société. Ce processus de « dragonisation » des femmes affecte tout le monde dans le roman, suscitant un effort pour changer les rôles des hommes et des femmes.
Une scène spécifique présentée dans son roman La Fille qui avait bu la lune (en), où un bébé est arraché à sa mère, a été reproduite après que Kelly Barnhill ait elle-même travaillé dans un refuge pour femmes battues. Dans ce refuge, Kelly Barnhill a vu une mère implorer de l'aide pour guérir son enfant malade après s'être vu refuser un traitement médical, montrant ainsi la grande influence des expériences personnelles dans la littérature pour faire passer des messages et des émotions.
Kelly Barnhill a reçu des bourses d'écriture de la Jerome Foundation et du Minnesota State Arts Board et a été McKnight Writing Fellow in Children's Literature en 2015. Elle est lauréate du Parents Choice Gold Award, du prix Texas Library Association Bluebonnet et d'un Charlotte Huck Honor. Elle a également été finaliste pour le prix Minnesota Book (en), le prix Andre-Norton et le prix littéraire PEN/USA. En 2016, son œuvre The Unlicensed Magician a reçu le prix World Fantasy du meilleur roman court.
En 2017, son roman La Fille qui avait bu la lune (en) a reçu la médaille Newbery de l'American Library Association,.
Les livres de Kelly Barnhill incluent The Unlicensed Magician, The Witch's Boy, Iron-Hearted Violet, The Mostly True Story of Jack, ainsi que plusieurs titres de non-fiction pour enfants.
En février 2019, Kelly Barnhill était l'invitée d'honneur littéraire et la conférencière principale du 37e symposium annuel Life, the Universe, & Everything (en) sur la science-fiction et les arts fantastiques.

## Vie privée
Kelly Barnhill est diplômée de la South High School de Minneapolis et de l'Université St. Catherine de St. Paul. Son mari, Ted Barnhill, est architecte. Ils ont trois enfants.
Avant de réussir en tant qu'autrice, Kelly Barnhill a étudié l'écriture créative en tant qu'étudiante de premier cycle universitaire, a travaillé pour le National Park Service et a suivi une formation de pompier volontaire. Elle a commencé à écrire des nouvelles après la naissance de son deuxième enfant, et ces histoires ont finalement été transformées en romans complets.
En 2021, elle a subi un traumatisme crânien à la suite d'une chute dans des escaliers, ce qui a considérablement affecté sa capacité à écrire.

## Récompenses et honneurs
La revue Kirkus Reviews a nommé When Women Were Dragons l'un des meilleurs livres de science-fiction et de fantasy de 2022.
| Année | Titre                              | Prix                                                | Résultat  | Réf.   |
| ----- | ---------------------------------- | --------------------------------------------------- | --------- | ------ |
| 2012  | Iron Hearted Violet                | Prix André Norton                                   | Finaliste | [ 12 ] |
| 2016  | La Fille qui avait bu la lune (en) | Prix André Norton                                   | Finaliste | [ 13 ] |
| 2016  | The Unlicensed Magician            | Prix World Fantasy du meilleur roman court          | Gagnante  | [ 14 ] |
| 2017  | La Fille qui avait bu la lune (en) | Prix Locus du meilleur livre pour jeunes adultes    | Finaliste | [ 15 ] |
| 2017  | La Fille qui avait bu la lune (en) | Médaille Newbery                                    | Gagnante  | [ 16 ] |
| 2017  | La Fille qui avait bu la lune (en) | Prix NCTE Charlotte Huck (en)                       | Honneur   | [ 17 ] |
| 2019  | La Fille qui avait bu la lune (en) | Prix du livre pour enfants William Allen White (en) | Finaliste | [ 18 ] |

## Œuvres

### Romans
- (en) The Mostly True Story of Jack, 2011
- (en) Iron Hearted Violet, 2012
- (en) Mrs. Sorensen and the Sasquatch, 2014
- (en) The Witch's Boy, 2014
- (en) The Unlicensed Magician, 2015
- La Fille qui avait bu la lune (en), Anne Carrière, 2017 ((en) The girl who drank the moon, 2016), trad. Marie de Prémonville, 368 p.  (ISBN 978-2-84337-876-8)
- L'Ogresse et les Orphelins, Anne Carrière, 2022 ((en) The Ogress and the Orphans, 2022), trad. Marie de Prémonville, 416 p.  (ISBN 978-2-84337-893-5)
- (en) When Women Were Dragons, 2022
- (en) The Crane Husband, 2023

### Recueil de nouvelles
- (en) Dreadful Young Ladies and Other Stories, 2018